# Sternarchogiton nattereri
Sternarchogiton nattereri là một loài cá nước ngọt thuộc chi Sternarchogiton trong họ Apteronotidae. Loài này được mô tả lần đầu tiên vào năm 1868.

## Từ nguyên
Loài cá này được đặt theo tên của Johann Natterer, người đã thực hiện chuyến thám hiểm đến Nam Mỹ và ở lại đó trong suốt 18 năm. Trong khoảng thời gian đó, ông đã thu thập mẫu vật của nhiều loài vật, bao gồm cả mẫu vật của S. nattereri.

## Phạm vi phân bố và môi trường sống
S. nattereri có phạm vi phân bố ở lưu vực sông Amazon. Loài cá này được tìm thấy ở những con sông nước trắng có độ dẫn điện cao, giàu trầm tích (như sông Solimões), hoặc ở cả những con sông nước đen có độ dẫn điện thấp, nghèo trầm tích (như sông Negro hay sông Tefé).

## Hình thái học
Không giống như các thành viên khác của chi Sternarchogiton, S. nattereri là loài có sự khác biệt ngoại hình rõ rệt giữa hai giới tính; cá đực trưởng thành (có khả năng sinh sản) có những chiếc răng hàm chắc khỏe nhô ra ở đỉnh hàm.
Cá đực của S. nattereri khác biệt với cá cái đến nỗi chúng được mô tả như một loài mới nào năm 1936 với danh pháp là Oedemognathus exodon, dựa trên một mẫu vật cá đực duy nhất. Cho đến năm 2007, gần 90 mẫu vật cá đực trưởng thành của loài O. exodon đã được thu thập; ngoài ra, nhiều mẫu vật cá đực, cá cái và cá chưa trưởng thành của loài S. nattereri cũng được thu thập trong lần khảo sát này. Nhà ngư học Cox Fernandes và G. Lundberg đã đặt giả thuyết rằng, O. exodon có thể là một hình thái giới tính của S. nattereri. Albert (2001, 2003), Santana và Crampton (2007) đã tiến hành nghiên cứu và hoàn toàn đồng ý với giả thuyết này. Năm 2009, những minh chứng cho thấy mối liên quan giữa O. exodon và S. nattereri chính thức được công bố.

## Mô tả
Chiều dài cơ thể tối đa được ghi nhận ở S. nattereri là 25 cm. Cá đực có răng nanh có xu hướng tuyến sinh dục lớn hơn những con cá đực không có răng, và cá đực thường có kích thước lớn hơn cá cái.
Cũng như các loài trong chi Sternarchogiton, S. nattereri có hình dáng tương tự như một con dao, dẹt ở hai bên. Cơ thể có màu trắng nhạt, phảng phất màu hồng nhạt do các mao mạch bên dưới da tạo nên, đặc biệt là ở vây hậu môn. Tế bào sắc tố màu xám tập trung rất thưa thớt ở đầu và thân, nhưng dày đặc ở phần lưng. Vây ngực, vây hậu môn và vây đuôi trong suốt, không có các tế bào sắc tố. Mắt sẫm, được che phủ bởi một lớp da trong mờ. Những thụ quan điện (electroreceptor) có thể nhìn thấy được dưới hình dạng các chấm trắng.

## Sinh thái học
Thức ăn của S. nattereri là các loài bọt biển nước ngọt mọc trên các thân cây, cành cây ngập trong nước. Trước khi được công nhận là cá đực của S. nattereri, O. exodon được cho là một loài động vật ăn vảy.
Giống như các loài trong họ Apteronotidae, S. nattereri liên tục tạo ra một điện trường yếu nhằm mục đích định vị các đối tượng xung quanh và để giao tiếp. Là một loài cá điện, S. nattereri có khả năng phóng điện với tần số dao động trong khoảng 732 đến 1465 Hz, một trong những dải tần lớn nhất đối với họ Apteronotidae.